# يان فلمنج (أستاذ جامعي)
يان فلمنج (بالإنجليزية: Ian Fleming)‏ هو كيميائي بريطاني، ولد في 1935 في ستافوردشاير في المملكة المتحدة.